# Тищенко, Дмитрий Владимирович
Дмитрий Владимирович Тищенко (укр. Дмитро Тищенко, идиш מאָטל טישטשענקאָ‎; род. 1964, Одесса) — украинский и немецкий филолог-германист, специалист в области идиша.

## Биография
Происходит из смешанной украинско-еврейской семьи: отец — агроном Владимир Захарович Тищенко, мать — врач-педиатр Эдита Абрамовна Залешанская. Первые навыки идиша получил у родителей матери — Абрама и Итки Шмулевны Залешанских (дед в 1920—1930-е годы публиковал стихи в польской еврейской периодике Гродно и Варшавы).
Вырос в Одессе, окончил биологический факультет Одесского университета. Окончил аспирантуру при кафедре биохимии там же (кандидат биологических наук). В 1991 году учился в докторантуре в области идиша в Университете Бар-Илана у профессора Гершона Вайнера, затем окончил отделение германской филологии в Одесском университете.
В 1994—1998 годах был редактором одесского литературного альманаха на идише «Мамэ-лошн» (родной язык). В 1996 году подготовил к печати «Краткий идиш-украинский словарь» И. В. Торчинского (6 тыс. лексических единиц). С 1998 года живёт во Франкфурте.
Автор идиш-русского (2013) и идиш-украинского (2015) словарей (на 40 тысяч слов и выражений), — самых крупных лексикографических изданий в области идиша на русском и украинском языках. Подготовил также большую (70 тысяч единиц) и малую (30 тысяч единиц) цифровые версии идиш-украинского словаря.

## Словари
- Идиш-русский словарь (Їдиш-російский словник — ידיש־רוסישער ווערטערבוך). Около 30 000 слов. Киев: Арт Економі, 2013. — 936 с.; 2-е расширенное издание — там же, 2015.
- Идиш-украинский словарь (Їдиш-український словник). Около 40 000 слов. Киев: Арт Економі, 2015. — 950 с.